# Mouleydier
Mouleydier est une commune française située dans le département de la Dordogne, en région Nouvelle-Aquitaine.

## Géographie

### Généralités
Au sud du département de la Dordogne, en Bergeracois et dans l'unité urbaine de Bergerac, la commune de Mouleydier s'étend sur 8,49 km2. Elle est entièrement située en rive droite de la Dordogne. Au nord et au nord-est, une partie importante de la commune est fortement boisée, avec la forêt de Liorac et la forêt domaniale du Maine.
En bordure de la Dordogne, le bourg, traversé par la route départementale (RD) 660, se situe, en distances orthodromiques, neuf kilomètres à l'est de Bergerac et onze kilomètres à l'ouest de Lalinde.
Deux autres routes départementales, la RD 21 à l'ouest et la RD 36 à l'est, desservent également le territoire communal.

### Communes limitrophes
Mouleydier est limitrophe de sept autres communes. À l'ouest, le territoire communal n'est limitrophe de celui de Creysse que sur environ 350 mètres. Au nord, son territoire est éloigné de moins de deux cents mètres de celui de Lamonzie-Montastruc.  
| Saint-Sauveur |                       | Liorac-sur-Louyre                           |
| Creysse       | Mouleydier            | Cause-de-Clérans, Saint-Capraise-de-Lalinde |
|               | Saint-Germain-et-Mons | Saint-Agne                                  |

### Géologie et relief

#### Géologie
Situé sur la plaque nord du Bassin aquitain et bordé à son extrémité nord-est par une frange du Massif central, le département de la Dordogne présente une grande diversité géologique. Les terrains sont disposés en profondeur en strates régulières, témoins d'une sédimentation sur cette ancienne plate-forme marine. Le département peut ainsi être découpé sur le plan géologique en quatre gradins différenciés selon leur âge géologique. Mouleydier est située dans le troisième gradin à partir du nord-est, un plateau formé de calcaires hétérogènes du Crétacé.
Les couches affleurantes sur le territoire communal sont constituées de formations superficielles du Quaternaire et de roches sédimentaires datant pour certaines du Cénozoïque, et pour d'autres du Mésozoïque. La formation la plus ancienne, notée c5e, date du Campanien 5, des calcaires bioclastiques jaunâtres à rudistes, orbitoides media, Larrazetia, calcaires gréseux jaunes à grands silex versicolores, lumachelles à huîtres. La formation la plus récente, notée CFvs, fait partie des formations superficielles de type colluvions carbonatées de vallons secs : sable limoneux à débris calcaires et argile sableuse à débris. Le descriptif de ces couches est détaillé dans  la feuille « no 806 - Bergerac » de la carte géologique au 1/50 000 de la France métropolitaine, et sa notice associée.

Carte géologique de Mouleydier.

#### Relief et paysages
Le département de la Dordogne se présente comme un vaste plateau incliné du nord-est (491 m, à la forêt de Vieillecour dans le Nontronnais, à Saint-Pierre-de-Frugie) au sud-ouest (2 m à Lamothe-Montravel). L'altitude du territoire communal varie quant à elle entre 17 mètres à l'extrême ouest, là où la Dordogne quitte la commune pour servir de limite entre celles de Creysse et Saint-Germain-et-Mons, et 132 mètres à l'est, près de la commune de Liorac-sur-Louyre, en forêt de Liorac, au nord du lieu-dit le Grand Taillis.
Dans le cadre de la Convention européenne du paysage entrée en vigueur en France le 1er juillet 2006, renforcée par la loi du 8 août 2016 pour la reconquête de la biodiversité, de la nature et des paysages, un atlas des paysages de la Dordogne a été élaboré sous maîtrise d’ouvrage de l’État et publié en octobre 2020. Les paysages du département s'organisent en huit unités paysagères,. La commune est dans le Bergeracois, une région naturelle présentant un relief contrasté, avec les deux grandes vallées de la Dordogne et du Dropt séparées par un plateau plus ou moins vallonné, dont la pente générale s’incline doucement d’est en ouest. Ce territoire offre des paysages ouverts qui tranchent avec les paysages périgourdins. Il est composé de vignes, vergers et cultures,.
La superficie cadastrale de la commune publiée par l'Insee, qui sert de référence dans toutes les statistiques, est de 8,49 km2,,. La superficie géographique, issue de la BD Topo, composante du Référentiel à grande échelle produit par l'IGN, est quant à elle de 8,64 km2.

### Hydrographie

#### Réseau hydrographique
La commune est située dans le bassin de la Dordogne au sein du Bassin Adour-Garonne. Elle est drainée par la Dordogne, le canal de Lalinde et le Clérans, qui constituent un réseau hydrographique de 7 km de longueur totale,.
La Dordogne, d'une longueur totale de 483,1 km, prend naissance sur les flancs du puy de Sancy (1 885 m), dans la chaîne des monts Dore, traverse six départements dont la Dordogne dans sa partie sud, et conflue avec la Garonne à Bayon-sur-Gironde, pour former l'estuaire de la Gironde,. Elle limite sur quatre kilomètres le territoire communal au sud, juste à l'aval du barrage de Tuilières, face à Saint-Agne et Saint-Germain-et-Mons.
Le canal de Lalinde, d'une longueur totale de 15,51 km, est alimenté en eau par la Dordogne et prend naissance dans la commune de Mauzac-et-Grand-Castang, juste en amont du barrage de Mauzac, face à la commune de Calès, et rejoint la Dordogne à Mouleydier, juste en aval du barrage de Tuilières, face à Saint-Agne,. Ses 300 derniers mètres s'effectuent sur le territoire communal.
Au sud-est, le territoire communal est bordé par le Clérans, un petit affluent de rive droite de la Dordogne, sur plus d'un kilomètre, face à Saint-Capraise-de-Lalinde.

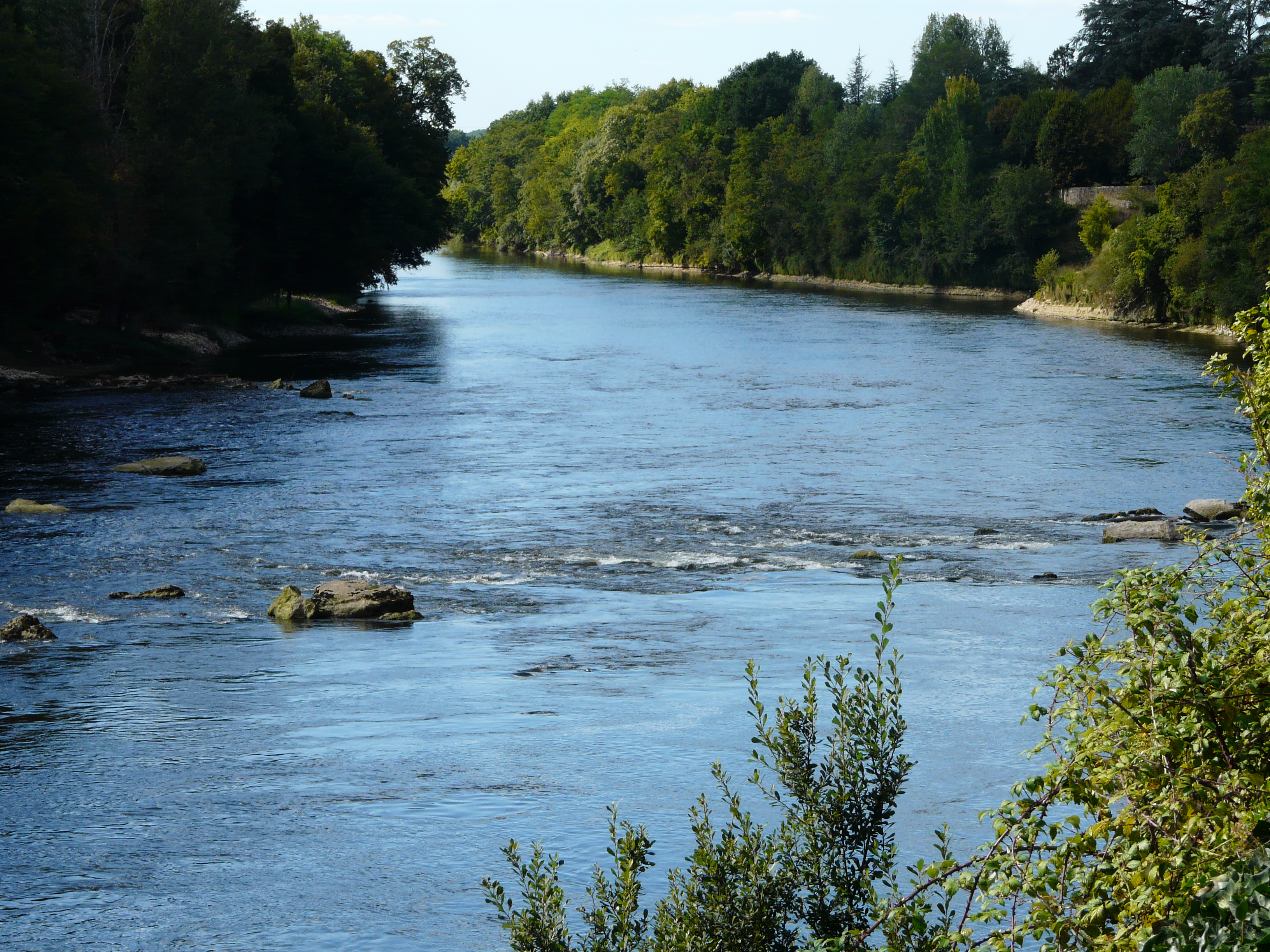
La Dordogne juste en aval du barrage de Tuilières, entre Saint-Agne (à gauche) et Mouleydier.
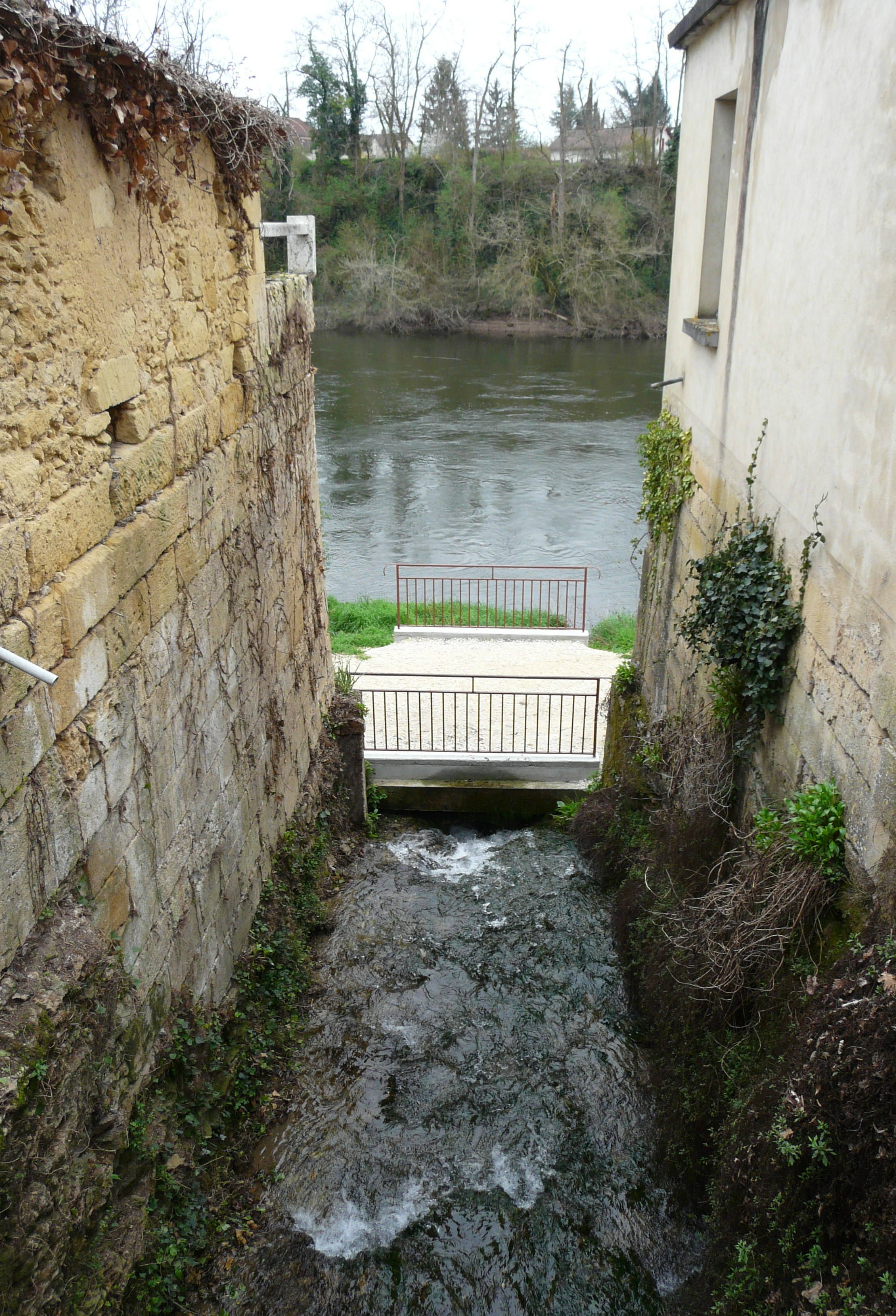
Ruisseau dans le bourg de Mouleydier. Au fond, la Dordogne dans laquelle il se jette.
Réseaux hydrographique et routier de Mouleydier.

#### Gestion et qualité des eaux
Le territoire communal est couvert par le schéma d'aménagement et de gestion des eaux (SAGE) « Dordogne Atlantique ». Ce document de planification, dont le territoire correspond au sous‐bassin le plus aval du bassin versant de la Dordogne (aval de la confluence Dordogne - Vézère)., d'une superficie de 2 700 km2 est en cours d'élaboration. La structure porteuse de l'élaboration et de la mise en œuvre est l'établissement public territorial de bassin de la Dordogne (EPIDOR). Il définit sur son territoire les objectifs généraux d’utilisation, de mise en valeur et de protection quantitative et qualitative des ressources en eau superficielle et souterraine, en respect des objectifs de qualité définis dans le troisième SDAGE  du Bassin Adour-Garonne qui couvre la période 2022-2027, approuvé le 10 mars 2022.
La qualité des eaux de baignade et des cours d’eau peut être consultée sur un site dédié géré par les agences de l’eau et l’Agence française pour la biodiversité.

### Climat
Pour des articles plus généraux, voir Climat de la Nouvelle-Aquitaine et Climat de la Dordogne.
Historiquement, la commune est exposée à un climat océanique aquitain.  
En 2020, Météo-France publie une typologie des climats de la France métropolitaine dans laquelle la commune est exposée à un climat océanique altéré et est dans la région climatique  Aquitaine, Gascogne, caractérisée par une pluviométrie abondante au printemps, modérée en automne, un faible ensoleillement au printemps, un été chaud (19,5 °C), des vents faibles, des brouillards fréquents en automne et en hiver et des orages fréquents en été (15 à 20 jours).
Pour la période 1971-2000, la température annuelle moyenne est de 12,8 °C, avec  une amplitude thermique annuelle de 15,2 °C. Le cumul annuel moyen de précipitations est de 829 mm, avec 12 jours de précipitations en janvier et 6,6 jours en juillet. Pour la période 1991-2020, la température moyenne annuelle observée sur la station météorologique la plus proche, située sur la commune de Bergerac à 9 km à vol d'oiseau, est de 13,2 °C et le cumul annuel moyen de précipitations est de 792,9 mm,. Pour l'avenir, les paramètres climatiques de la commune estimés pour 2050 selon différents scénarios d’émission de gaz à effet de serre sont consultables sur un site dédié publié par Météo-France en novembre 2022.

### Milieux naturels et biodiversité

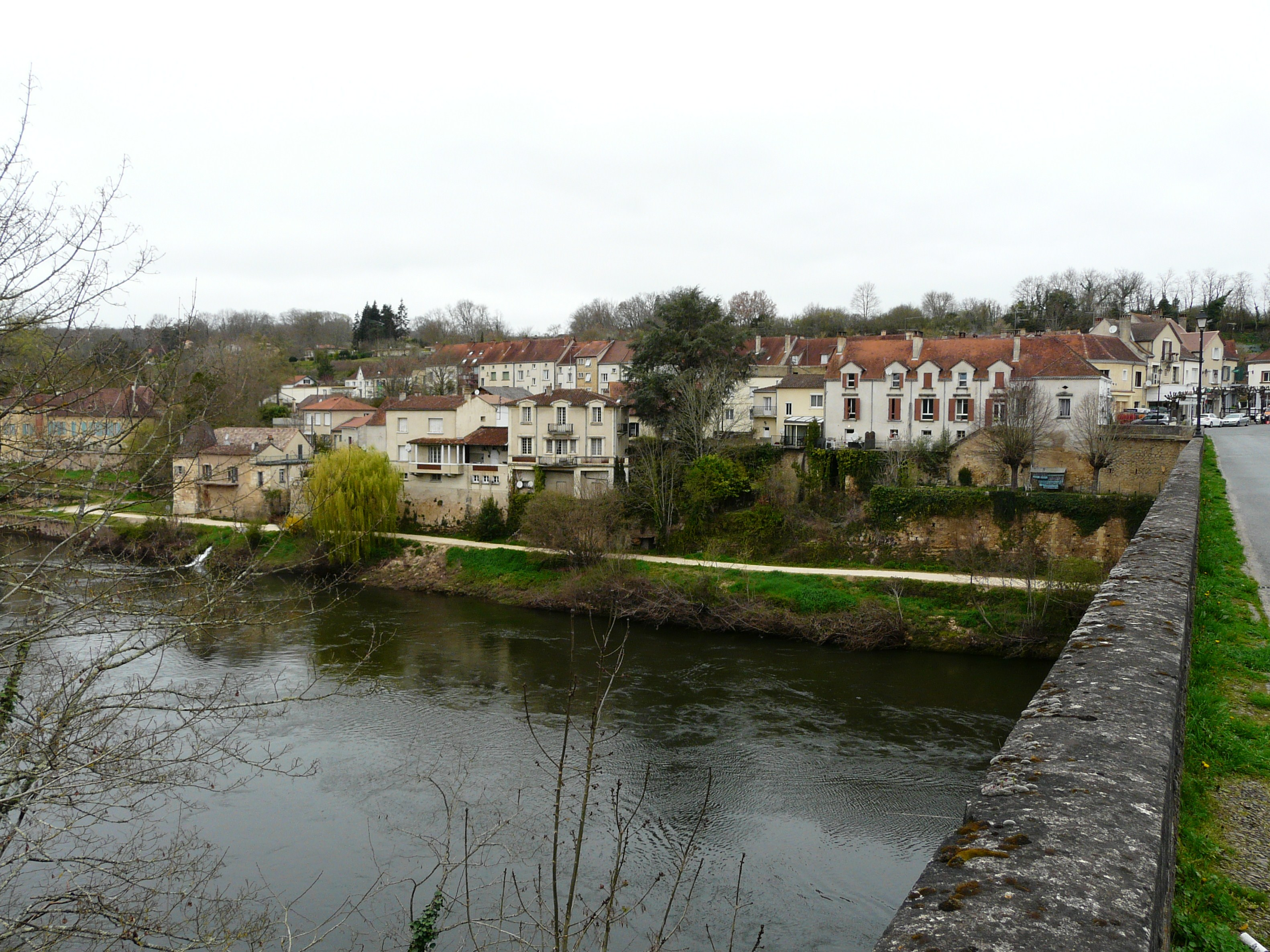
La Dordogne au pied du bourg de Mouleydier.

Entre Dordogne et forêt, la commune possède des zones de protection.

#### Natura 2000
La Dordogne est un site du réseau Natura 2000 limité aux départements de la Dordogne et de la Gironde, et qui concerne les 104 communes riveraines de la Dordogne, dont Mouleydier,. Seize espèces animales et une espèce végétale inscrites à l'annexe II de la directive 92/43/CEE de l'Union européenne y ont été répertoriées.

#### Protection du biotope
La commune est soumise à un arrêté préfectoral de protection de biotope de 1991 destiné à favoriser la migration du saumon et la reproduction  des lamproies et des aloses.

#### ZNIEFF
Mouleydier fait partie des 102 communes concernées par la zone naturelle d'intérêt écologique, faunistique et floristique (ZNIEFF) de type II « La Dordogne »,, dans laquelle ont été répertoriées huit espèces animales déterminantes et cinquante-sept espèces végétales déterminantes, ainsi que quarante-trois autres espèces animales et trente-neuf autres espèces végétales.
Plus d'un tiers de la commune, au nord et au nord-est, représente une autre ZNIEFF de type II, en forêt de Liorac, refuge de la grande faune,.

#### Réserve naturelle
Par ailleurs, les communes de Cause-de-Clérans, Liorac-sur-Louyre et Mouleydier se sont associées pour délimiter une zone plus restreinte de la forêt de Liorac à préserver sur un peu plus de 4 km2 en tant que réserve naturelle volontaire. La chasse y est interdite et les activités humaines y sont fortement limitées,.

## Urbanisme

### Typologie
Au 1er janvier 2024, Mouleydier est catégorisée commune rurale à habitat dispersé, selon la nouvelle grille communale de densité à 7 niveaux définie par l'Insee en 2022.
Elle appartient à l'unité urbaine de Bergerac, une agglomération inter-départementale dont elle est une commune de la banlieue,. Par ailleurs la commune fait partie de l'aire d'attraction de Bergerac, dont elle est une commune de la couronne,. Cette aire, qui regroupe 73 communes, est catégorisée dans les aires de 50 000 à moins de 200 000 habitants,.

### Occupation des sols
L'occupation des sols de la commune, telle qu'elle ressort de la base de données européenne d’occupation biophysique des sols Corine Land Cover (CLC), est marquée par l'importance des forêts et milieux semi-naturels (51,3 % en 2018), en augmentation par rapport à 1990 (50,1 %). La répartition détaillée en 2018 est la suivante : 
forêts (51,3 %), zones urbanisées (16,6 %), cultures permanentes (13,8 %), prairies (9,1 %), zones agricoles hétérogènes (5,6 %), eaux continentales (3,6 %). L'évolution de l’occupation des sols de la commune et de ses infrastructures peut être observée sur les différentes représentations cartographiques du territoire : la carte de Cassini (XVIIIe siècle), la carte d'état-major (1820-1866) et les cartes ou photos aériennes de l'IGN pour la période actuelle (1950 à aujourd'hui).

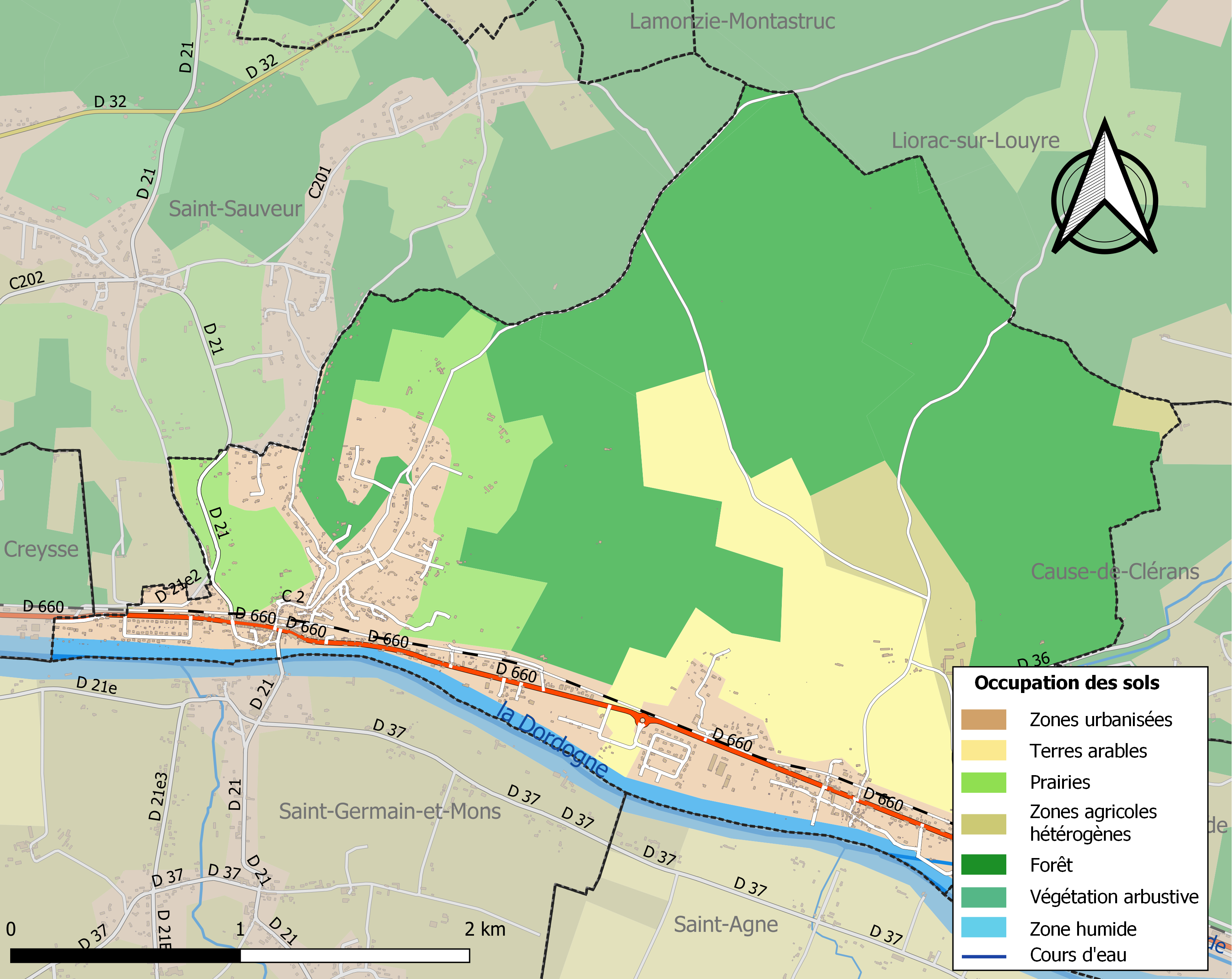
Carte des infrastructures et de l'occupation des sols de la commune en 2018 (CLC).

### Prévention des risques
Le territoire de la commune de Mouleydier est vulnérable à différents aléas naturels : météorologiques (tempête, orage, neige, grand froid, canicule ou sécheresse), inondations, feux de forêts, mouvements de terrains et séisme (sismicité très faible). Il est également exposé à un risque technologique, la rupture d'un barrage. Un site publié par le BRGM permet d'évaluer simplement et rapidement les risques d'un bien localisé soit par son adresse soit par le numéro de sa parcelle.

#### Risques naturels
La commune fait partie du territoire à risques importants d'inondation (TRI) de Bergerac, regroupant les 22 communes (15 en Dordogne et 7 en Gironde) concernées par un risque de débordement de la Dordogne, un des 18 TRI qui ont été arrêtés fin 2012 sur le bassin Adour-Garonne. Les événements significatifs antérieurs à 2014 sont la crue de 1843 (4 100 m3/s à Bergerac, la crue de référence historique de période de retour au moins centennale), les crues de 1912, 1944 et 1952 (période de retour de 50 ans) et les crues de 1982 et 1994 (période de retour de 20 ans). Des cartes des surfaces inondables ont été établies pour trois scénarios : fréquent (crue de temps de retour de 10 ans à 30 ans), moyen (temps de retour de 100 ans à 300 ans) et extrême (temps de retour de l'ordre de 1 000 ans, qui met en défaut tout système de protection). La commune a été reconnue en état de catastrophe naturelle au titre des dommages causés par les inondations et coulées de boue survenues en 1982, 1993 et 1999,. Le risque inondation est pris en compte dans l'aménagement du territoire de la commune par le biais du plan de prévention des risques inondation (PPRI) de la « Dordogne Centre », couvrant 20 communes et approuvé le 23 décembre 2008, pour les crues de la Dordogne,.
Mouleydier est exposée au risque de feu de forêt. L’arrêté préfectoral du 14 mars 2013 fixe les conditions de pratique des incinérations et de brûlage dans un objectif de réduire le risque de départs d’incendie. À ce titre, des périodes sont déterminées : interdiction totale du 15 février au 15 mai et du 15 juin au 15 octobre, utilisation réglementée du 16 mai au 14 juin et du 16 octobre au 14 février. En septembre 2020, un plan inter-départemental de protection des forêts contre les incendies (PidPFCI) a été adopté pour la période 2019-2029,.

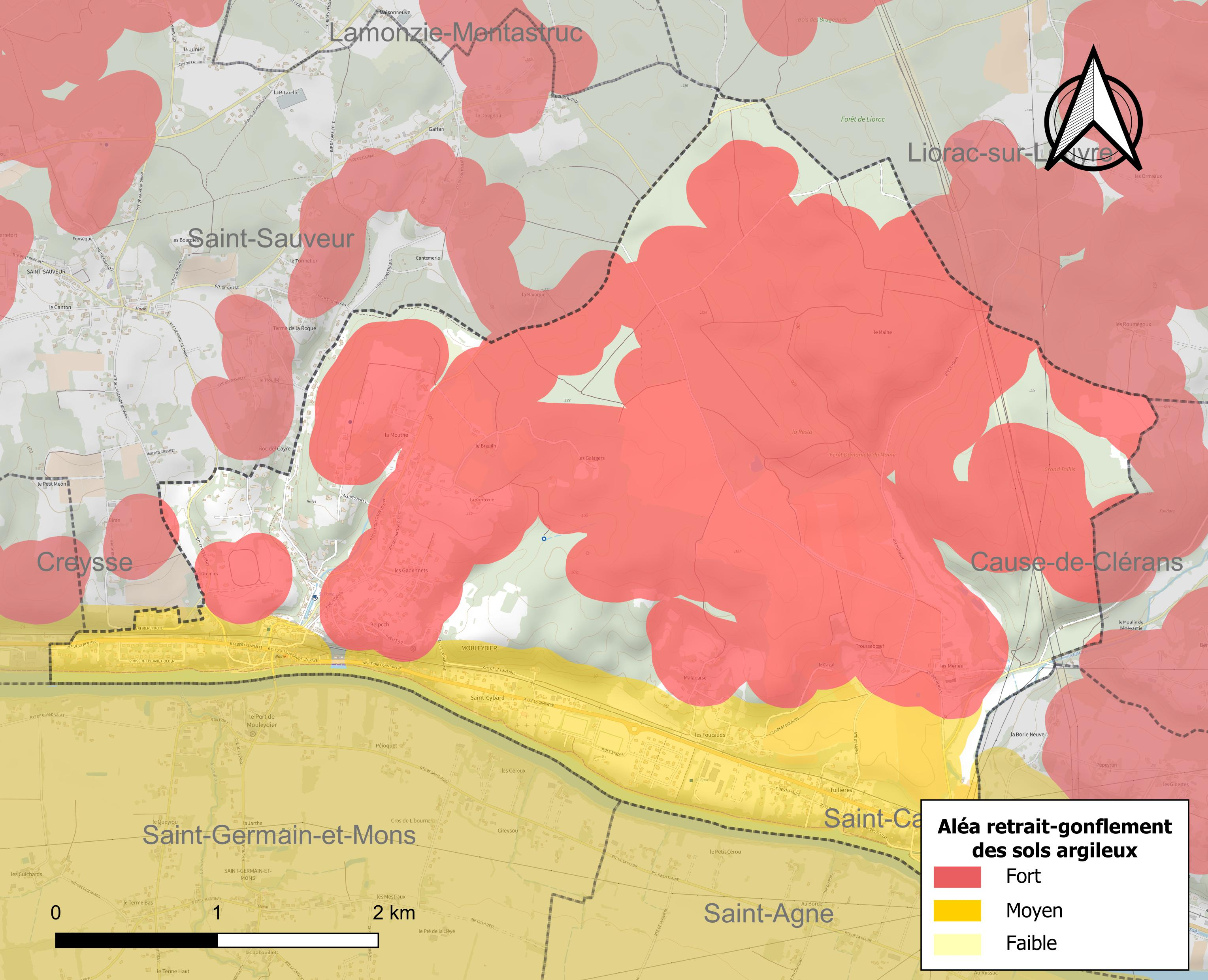
Carte des zones d'aléa retrait-gonflement des sols argileux de Mouleydier.

Les mouvements de terrains susceptibles de se produire sur la commune sont des tassements différentiels. Le retrait-gonflement des sols argileux est susceptible d'engendrer des dommages importants aux bâtiments en cas d’alternance de périodes de sécheresse et de pluie. 83,3 % de la superficie communale est en aléa moyen ou fort (58,6 % au niveau départemental et 48,5 % au niveau national métropolitain). Depuis le 1er octobre 2020, en application de la loi ÉLAN, différentes contraintes s'imposent aux vendeurs, maîtres d'ouvrages ou constructeurs de biens situés dans une zone classée en aléa moyen ou fort,.
La commune a été reconnue en état de catastrophe naturelle au titre des dommages causés par la sécheresse en 1989, 2005 et 2011 et par des mouvements de terrain en 1999.

#### Risque technologique
La commune est en outre située en aval du barrage de Bort-les-Orgues, un ouvrage de classe A situé dans le département de la Corrèze et faisant l'objet d'un PPI depuis 2009. À ce titre elle est susceptible d’être touchée par l’onde de submersion consécutive à la rupture de cet ouvrage.

## Toponymie
La première mention écrite connue de Mouleydier date du début du XIIIe siècle, sous la forme Monleyder en 1213. Le nom du lieu évolue ensuite en Monte Leyderio en 1215, Muntlidyer et Montleder en 1364, la graphie actuelle apparaissant en 1409.
La première partie du nom vient du toponyme occitan mon- ou mont- dérivé du latin mons, correspondant à un lieu élevé. La seconde partie se réfère à un personnage d'origine germanique, Leutharius. L'ensemble signifie donc « colline (ou mont) de Leutharius ».
En occitan, la commune porte le nom de Mont Leidièr.

## Histoire
Le territoire communal a été occupé aux époques préhistorique et gallo-romaine. Dès le XIIe siècle, Mouleydier s'était doté d'un château fort, assiégé par Bertrand Du Guesclin en 1375. Il en subsiste des ruines à la Castelle. Plus tard, le village devint, en amont de Bergerac, un port actif sur la Dordogne.
En 1793, Mouleydier absorbe la commune voisine de Saint Cybard pour former celle de Cibard Moleydier, devenant Mouleydier-Saint-Cibard en 1801. Dans le cadre de la déchristianisation voulue par la Convention nationale (1792-1795), la commune adopte le nom révolutionnaire de Cybard-de-Mouleydier avant qu'il ne soit réduit à Mouleydier.
Au milieu du XIXe siècle y était installé un atelier d'aquiculture, mot qui à l'époque signifiait pisciculture. La Société de pisciculture de la Gironde fit éclore dans l'aquarium de Mouleydier des saumons et des truites qui furent présentés à l'exposition internationale de pêche et d'aquiculture d'Arcachon en juillet 1866).
Le tronçon Bergerac-Le Buisson de la ligne ferroviaire de Libourne au Buisson est mis en service 28 juin 1879, desservant la « gare de Creysse-Mouleydier » située à environ 200 mètres à l'ouest du territoire communal, sur celui de Creysse. Cette gare est désormais désaffectée.
Attaqué le 21 juin 1944 par la 11e Panzerdivision de la Wehrmacht, le village est entièrement pillé puis incendié. Lors de cet épisode, un enfant de neuf ans meurt d'un éclat d'obus et vingt-deux maquisards meurent dans les combats ou sont fusillés. Un odonyme local (rue du 21-Juin-1944) rappelle cet évènement. Le village fut reconstruit de 1945 à 1955.
La commune a été décorée de la croix de guerre 1939-1945 le 11 novembre 1948, distinction également attribuée à dix-huit autres communes de la Dordogne.

## Politique et administration

### Rattachements administratifs
La commune de Mouleydier a, dès 1790, été rattachée au canton de Liorac qui dépendait du district de Bergerac jusqu'en 1795, date de suppression des districts. Lorsque ce canton est supprimé par la loi du 8 pluviôse an IX (28 janvier 1801) portant sur la « réduction du nombre de justices de paix », la commune est rattachée au canton de Bergerac dépendant de l'arrondissement de Bergerac. En 1973, le canton de Bergerac est scindé en deux et Mouleydier est désormais rattachée au canton de Bergerac-2.

### Intercommunalité
En 2002, Mouleydier intègre la communauté de communes des Trois Vallées du Bergeracois. Cette structure intercommunale fusionne avec deux autres pour former au 1er janvier 2013 la communauté d'agglomération bergeracoise. Celle-ci fusionne avec la communauté de communes des Coteaux de Sigoulès au 1er janvier 2017 pour former la nouvelle communauté d'agglomération bergeracoise.

### Administration municipale
La population de la commune étant comprise entre 500 et 1 499 habitants au recensement de 2017, quinze conseillers municipaux ont été élus en 2020,.

### Liste des maires

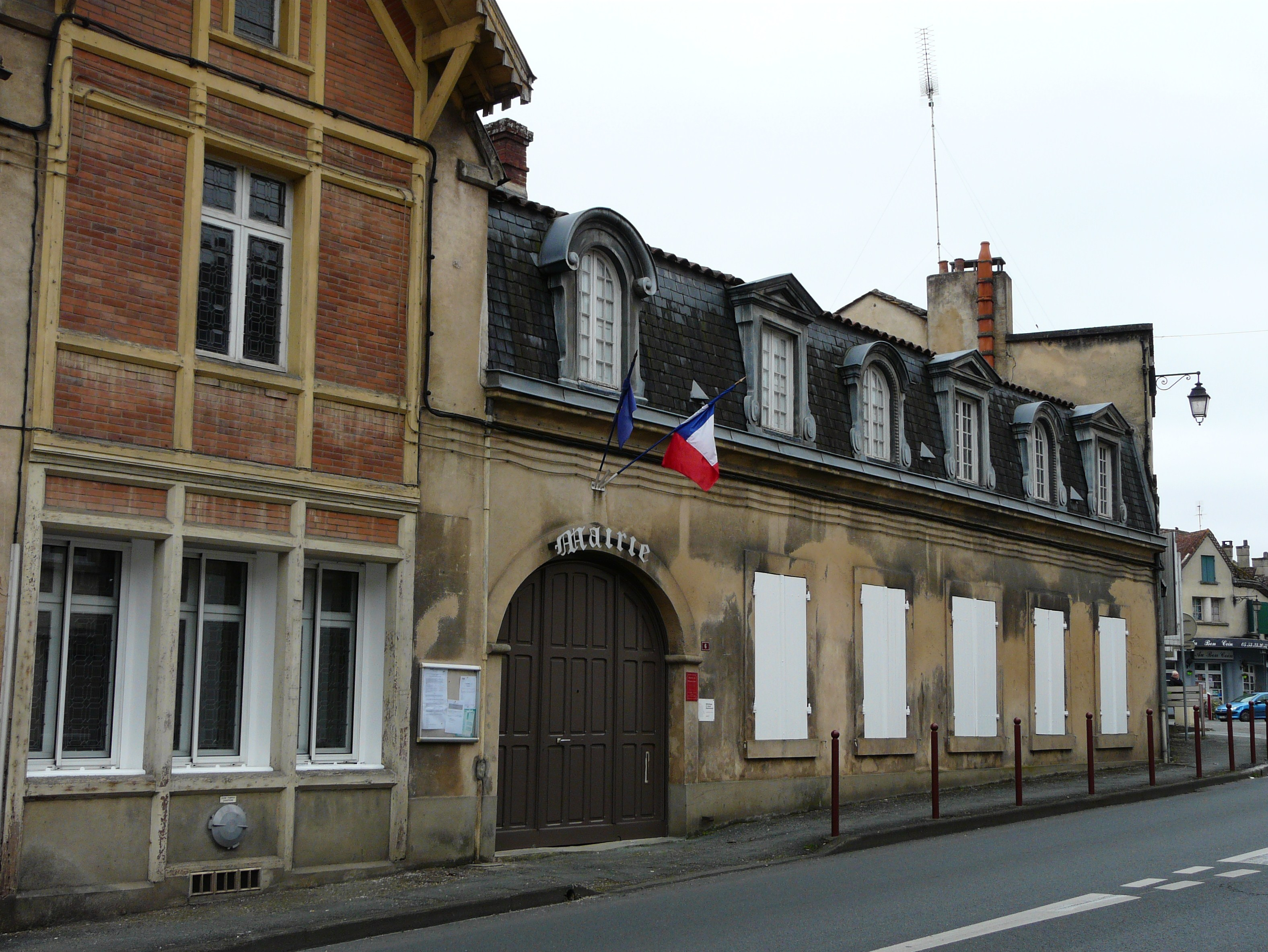
La mairie.

| Période                                  | Période    | Identité              | Étiquette | Qualité                                     |
| ---------------------------------------- | ---------- | --------------------- | --------- | ------------------------------------------- |
| Les données manquantes sont à compléter. |            |                       |           |                                             |
|                                          |            |                       |           |                                             |
| mars 1965                                | 1982       | Jean-Pierre Boissavit |           | Banquier                                    |
|                                          |            | Henri Rey             |           |                                             |
| mars 2001                                | avril 2012 | Michel Branchut       | SE        | Retraité                                    |
| avril 2012                               | mai 2012   | Michel Lasserre       |           | Retraité Adjoint faisant fonctions de maire |
| mai 2012                                 | mai 2020   | Jean-Michel Bournazel |           |                                             |
| mai 2020                                 | En cours   | Michel Delfieux       |           |                                             |

## Équipements et services publics

### Justice
Dans le domaine judiciaire, Mouleydier relève : 
- du tribunal judiciaire, du tribunal pour enfants, du conseil de prud'hommes et du tribunal de commerce de Bergerac ;
- du pôle Nationalité du tribunal judiciaire de Périgueux (compétent uniquement dans le domaine de la nationalité) ;
- de la cour d'appel, du tribunal administratif et de la  cour administrative d'appel de Bordeaux.

## Population et société

### Démographie
Les habitants de Mouleydier se nomment les Montleydériens.
L'évolution du nombre d'habitants est connue à travers les recensements de la population effectués dans la commune depuis 1793. Pour les communes de moins de 10 000 habitants, une enquête de recensement portant sur toute la population est réalisée tous les cinq ans, les populations de référence des années intermédiaires étant quant à elles estimées par interpolation ou extrapolation. Pour la commune, le premier recensement exhaustif entrant dans le cadre du nouveau dispositif a été réalisé en 2006.

En 2022, la commune comptait 1 155 habitants, en évolution de +1,67 % par rapport à 2016 (Dordogne : +0,37 %, France hors Mayotte : +2,11 %).
| 1793 | 1800 | 1806 | 1821  | 1831  | 1836  | 1841  | 1846  | 1851  |
| ---- | ---- | ---- | ----- | ----- | ----- | ----- | ----- | ----- |
| 937  | 939  | 943  | 1 035 | 1 115 | 1 201 | 1 271 | 1 328 | 1 272 |

| 1856  | 1861  | 1866  | 1872  | 1876  | 1881  | 1886  | 1891  | 1896  |
| ----- | ----- | ----- | ----- | ----- | ----- | ----- | ----- | ----- |
| 1 176 | 1 208 | 1 201 | 1 104 | 1 060 | 1 098 | 1 100 | 1 062 | 1 014 |

| 1901 | 1906  | 1911 | 1921 | 1926 | 1931 | 1936 | 1946 | 1954 |
| ---- | ----- | ---- | ---- | ---- | ---- | ---- | ---- | ---- |
| 944  | 1 175 | 928  | 850  | 850  | 792  | 798  | 715  | 893  |

| 1962 | 1968 | 1975 | 1982 | 1990  | 1999  | 2006  | 2011  | 2016  |
| ---- | ---- | ---- | ---- | ----- | ----- | ----- | ----- | ----- |
| 940  | 989  | 983  | 966  | 1 049 | 1 059 | 1 008 | 1 137 | 1 136 |

| 2021  | 2022  | - | - | - | - | - | - | - |
| ----- | ----- | - | - | - | - | - | - | - |
| 1 150 | 1 155 | - | - | - | - | - | - | - |

## Économie

### Emploi
En 2015, parmi la population communale comprise entre 15 et 64 ans, les actifs représentent 479 personnes, soit 41,7 % de la population municipale. Le nombre de chômeurs (71) a augmenté par rapport à 2010 (48) et le taux de chômage de cette population active s'établit à 14,8 %.

### Établissements
Au 31 décembre 2015, la commune compte 95 établissements, dont cinquante-sept au niveau des commerces, transports ou services, quatorze relatifs au secteur administratif, à l'enseignement, à la santé ou à l'action sociale, onze dans la construction, dix dans l'industrie, et trois dans l'agriculture, la sylviculture ou la pêche.

## Culture locale et patrimoine

### Lieux et monuments

#### Patrimoine civil
- Au lieu-dit Tuilières, les 300 derniers mètres du canal de Lalinde, côté aval, s'effectuent sur le territoire communal. Ils présentent un dénivelé de plusieurs écluses sur six niveaux[83] ainsi qu'un bassin de croisement et deux maisons éclusières. L'ensemble est inscrit au titre des monuments historiques depuis 1996[84].
- L'ancienne « maison noble des Merles », mentionnée en 1677, a été remplacée par le « château des Merles » (ou la « chartreuse des Merles »), bâti dans la première moitié du XVIIIe siècle[85]. L'édifice fut la propriété du général d'Empire Jean Zacharie Mesclop[86] qui y décède en 1844[87]. Sous l'appellation « château les Merles », elle est transformée depuis 2003 en hôtel de luxe 4 étoiles et restaurant avec golf[88],[89].
- La Rebière d'Or, maison de maître du XVIIe siècle surplombant la Dordogne, aménagée en chambres d'hôtes[90].
- Reliant Mouleydier à Saint-Germain-et-Mons sur les deux rives de la Dordogne, le pont de Mouleydier a été mis en service en 1852[91]. Long de 103 mètres avec une chaussée de 4,50 mètres de large, celle-ci a été élargie à 5,50 mètres en 2022-2023, avec ajout d'une voie de passage pour piétons, poussettes et cyclistes, large de 1,40 mètre[91],[92].

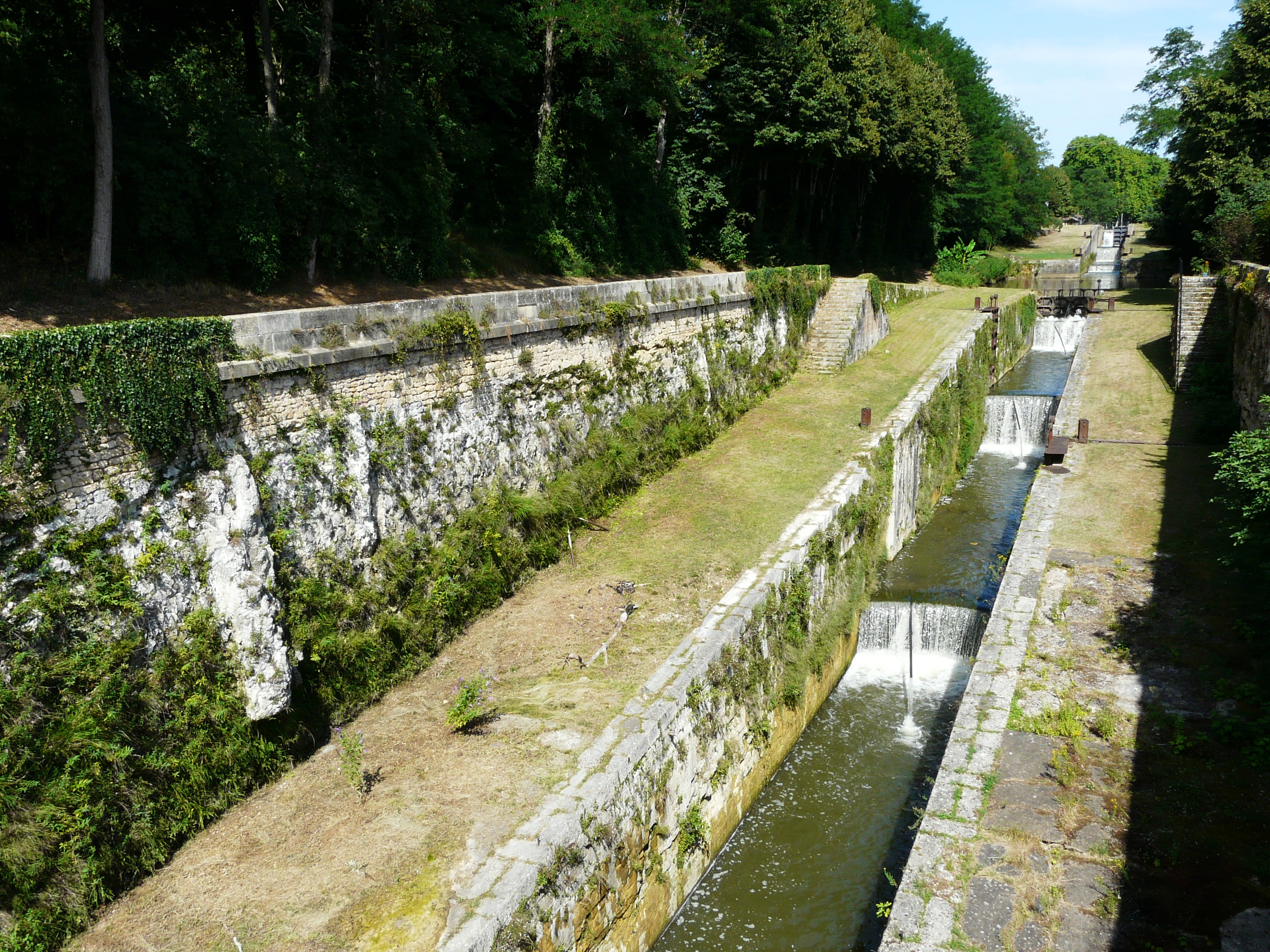
L'escalier d'écluses de Tuilières.
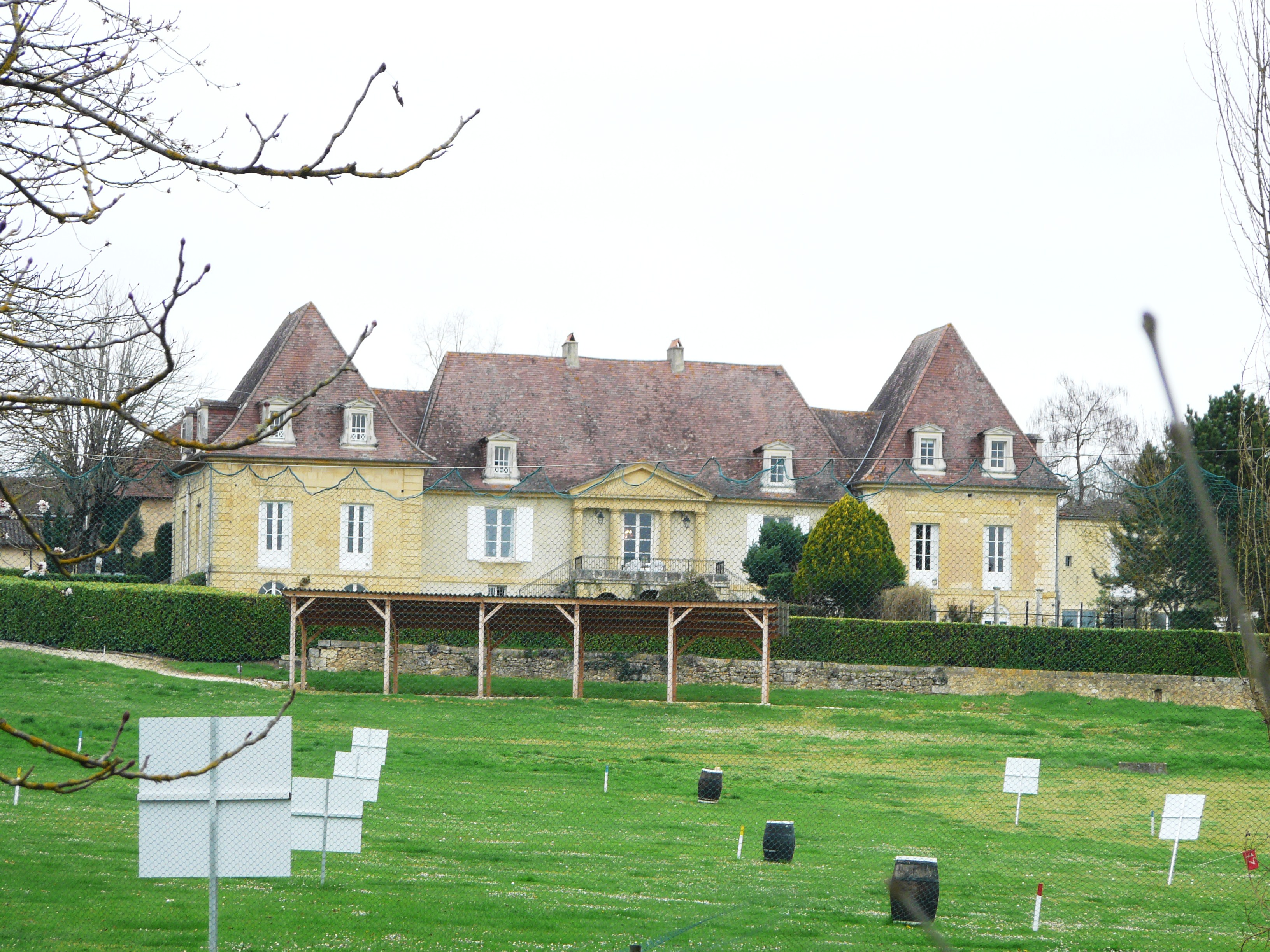
Le château les Merles.
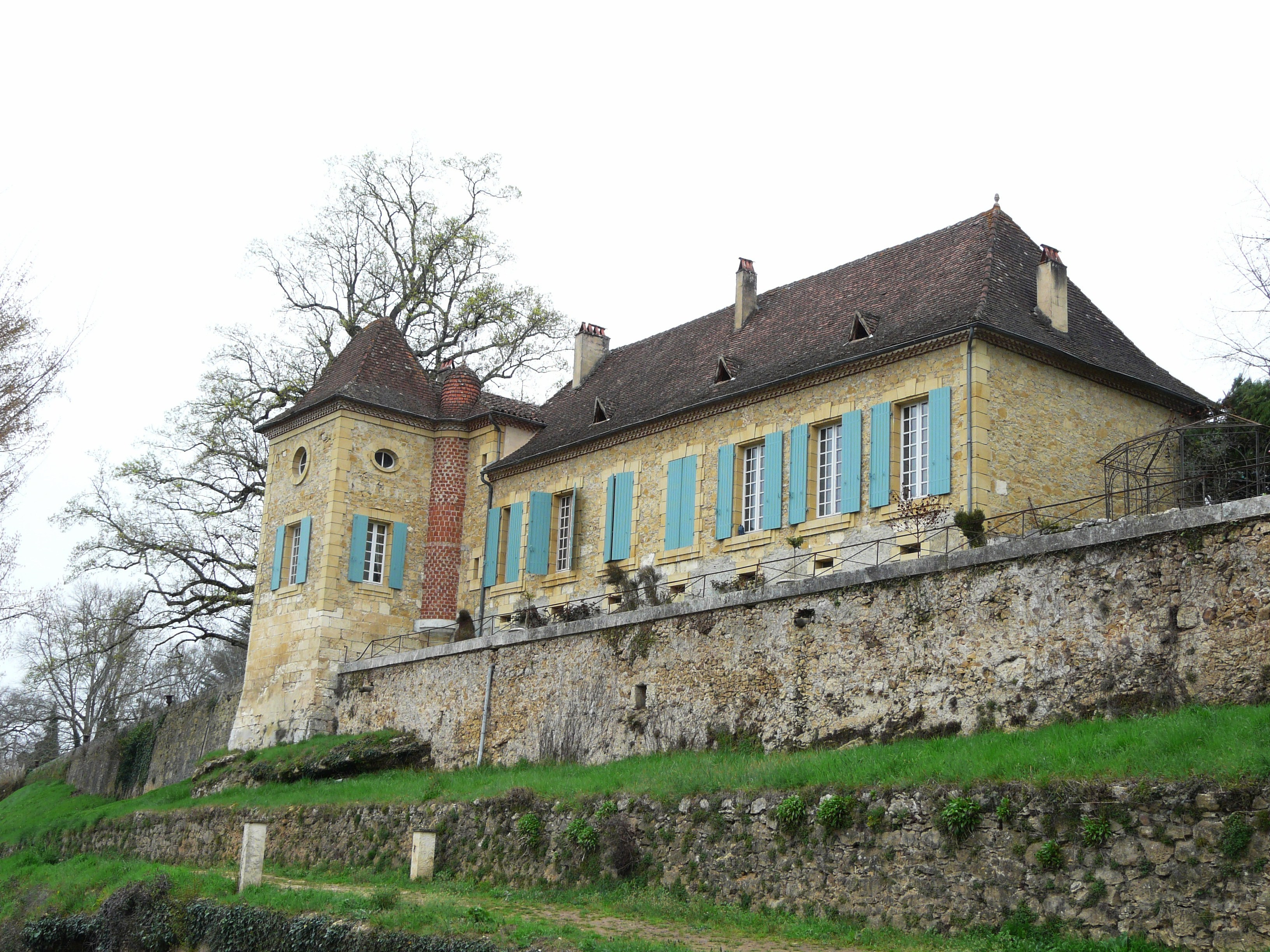
La Rebière d'Or surplombant la Dordogne.
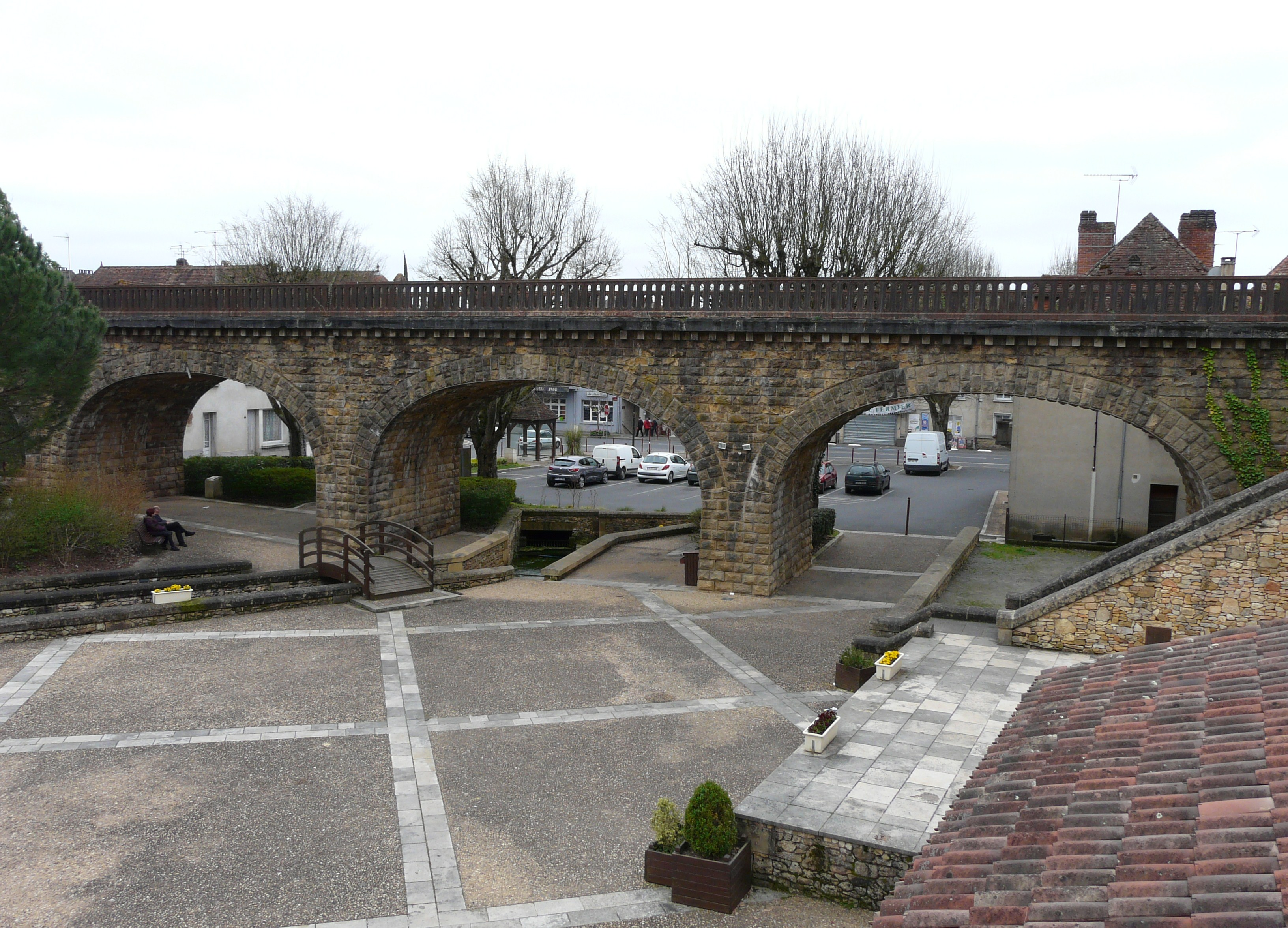
Le viaduc ferroviaire.
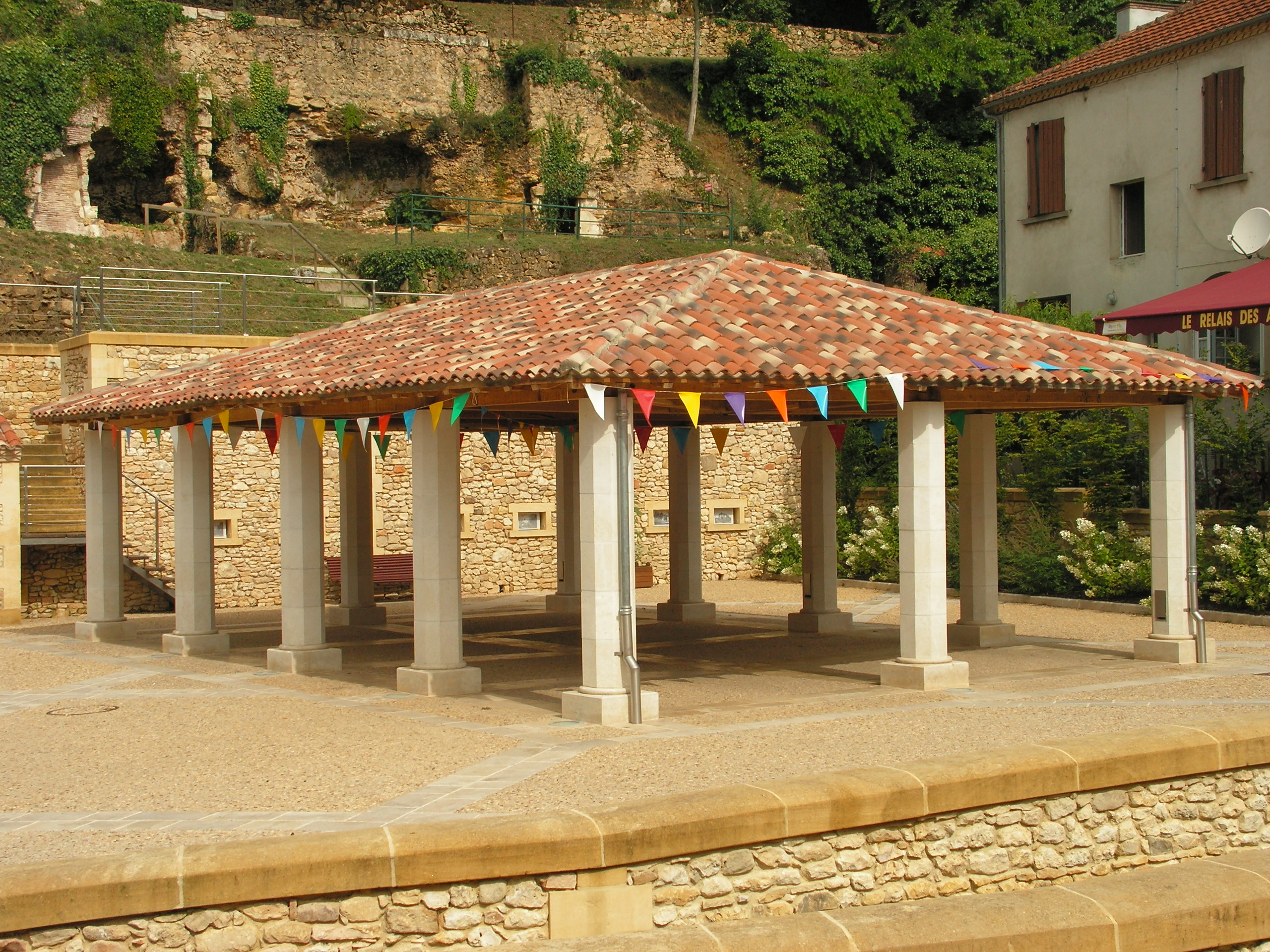
La halle.
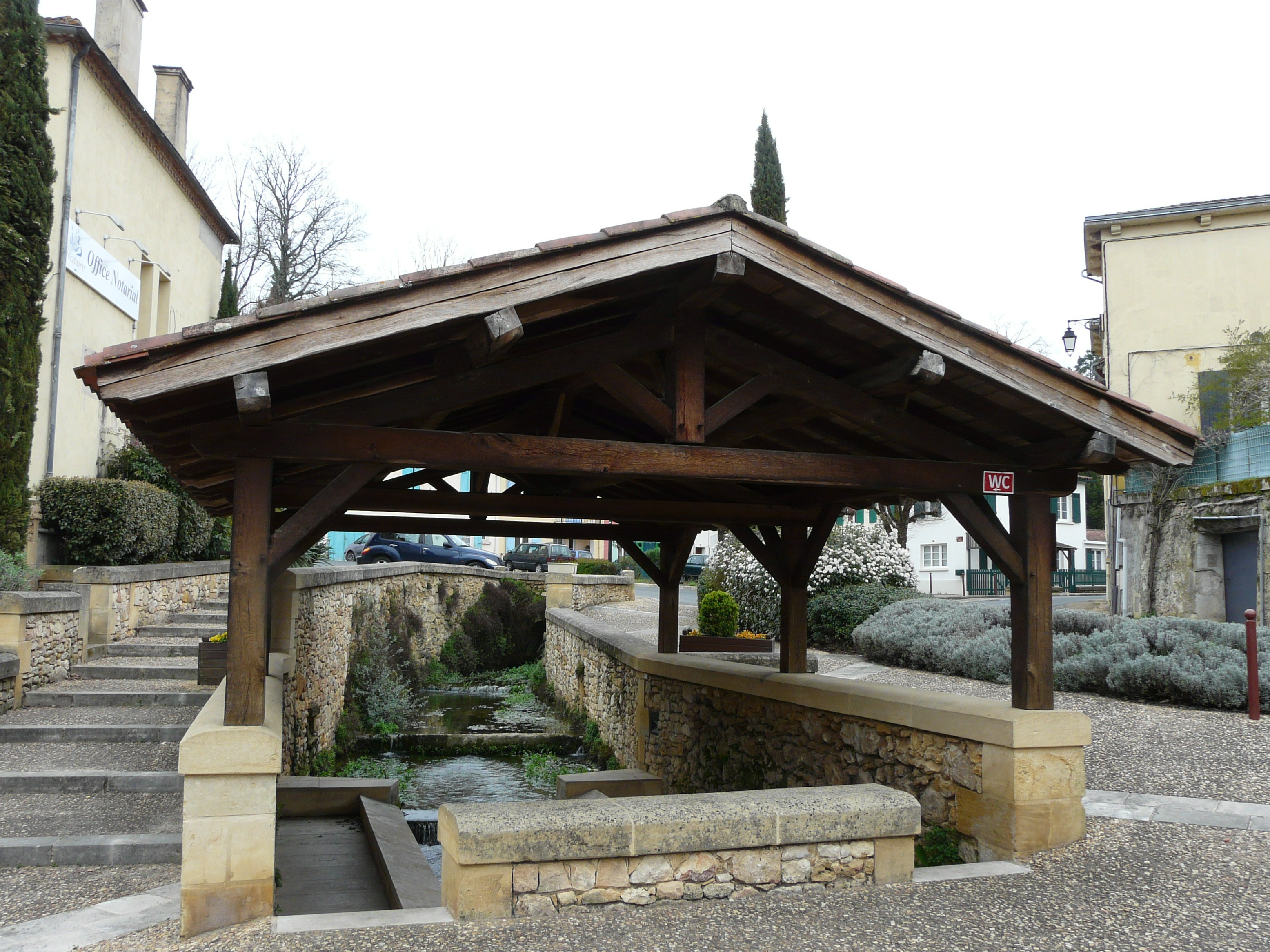
Le lavoir.

#### Patrimoine religieux
- L'église Saint-Cybard[93], néoromane.
- La chapelle Notre-Dame[93], néogothique.

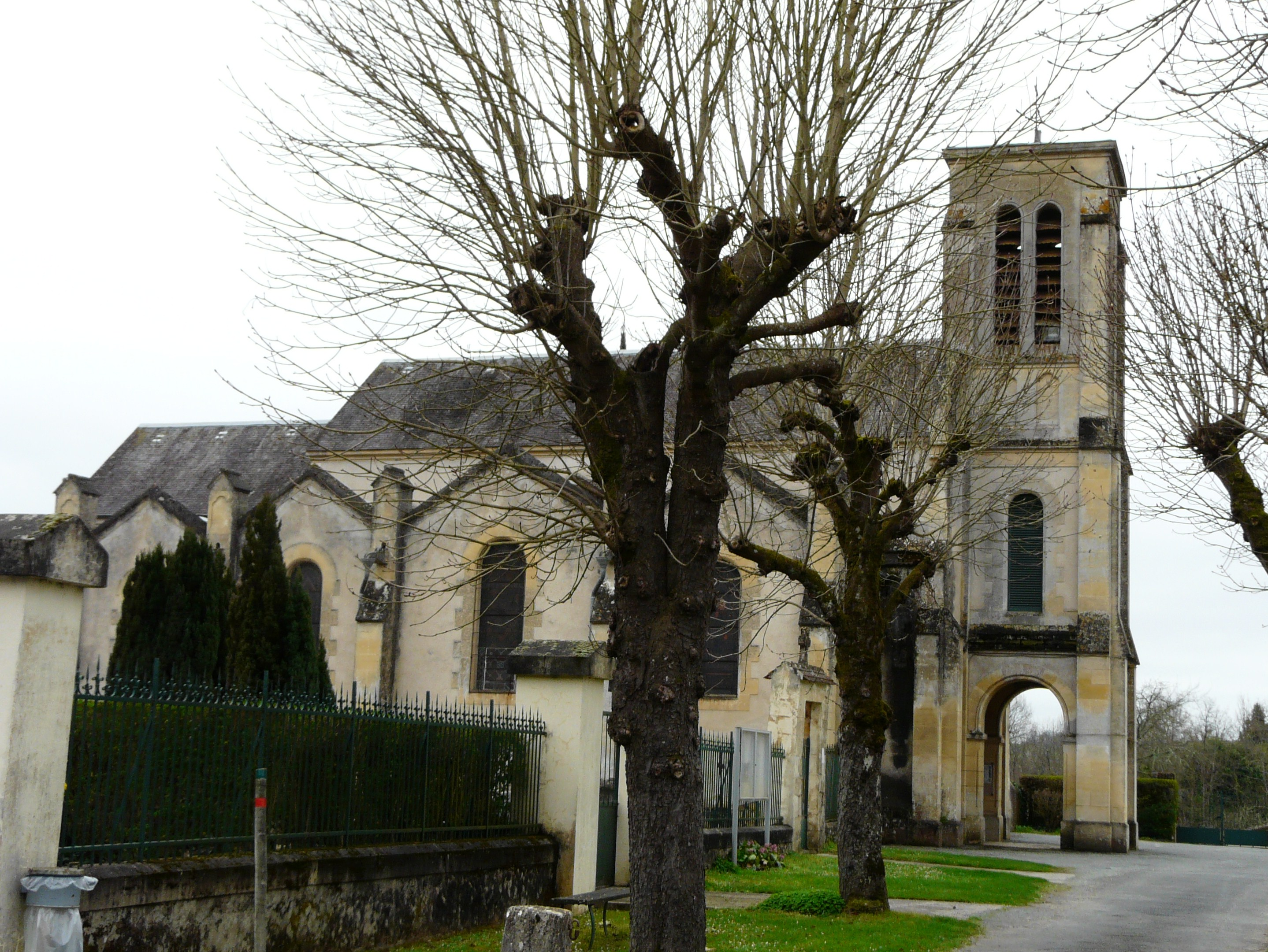
L'église Saint-Cybard.
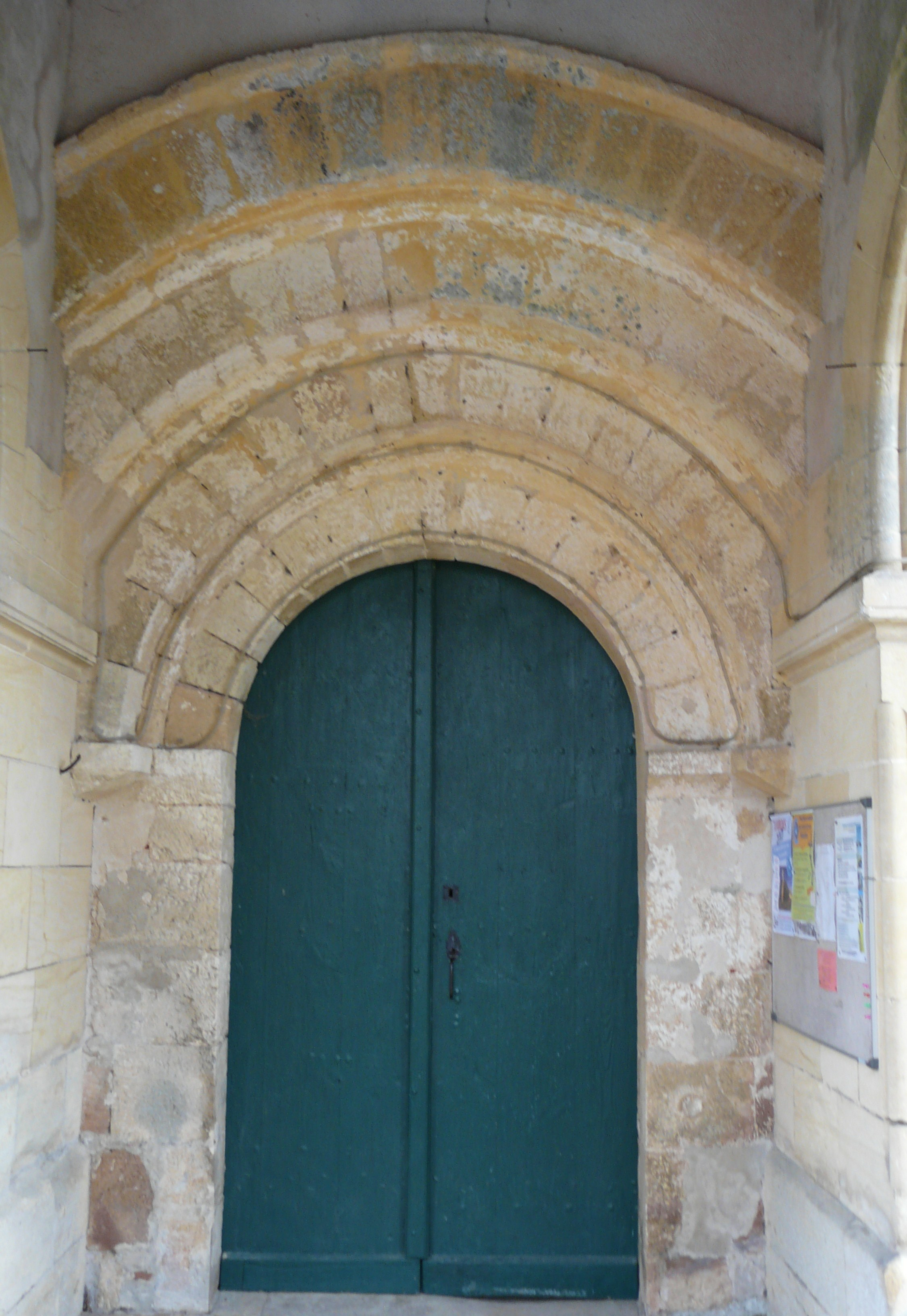
Son portail.
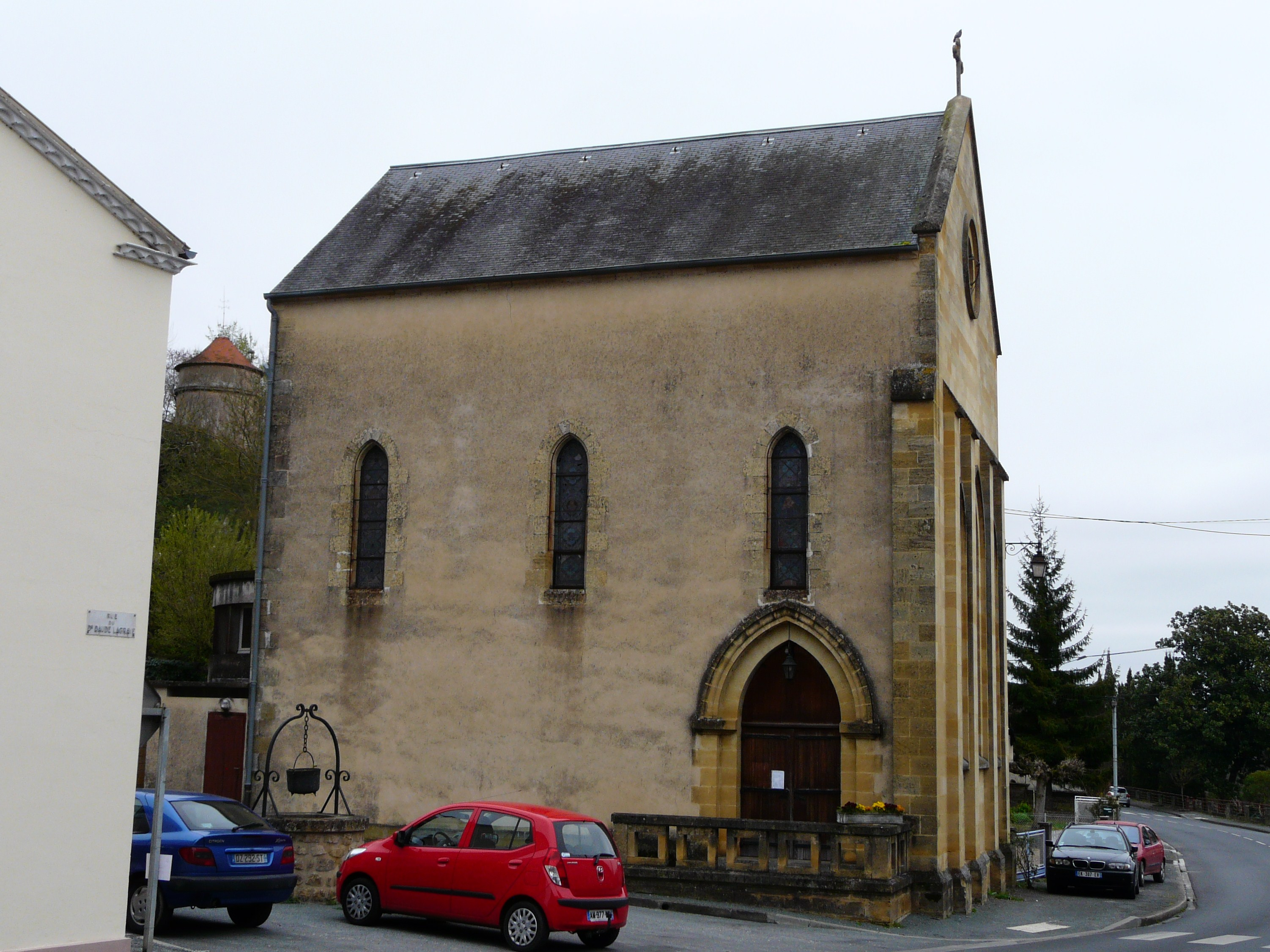
La chapelle Notre-Dame.
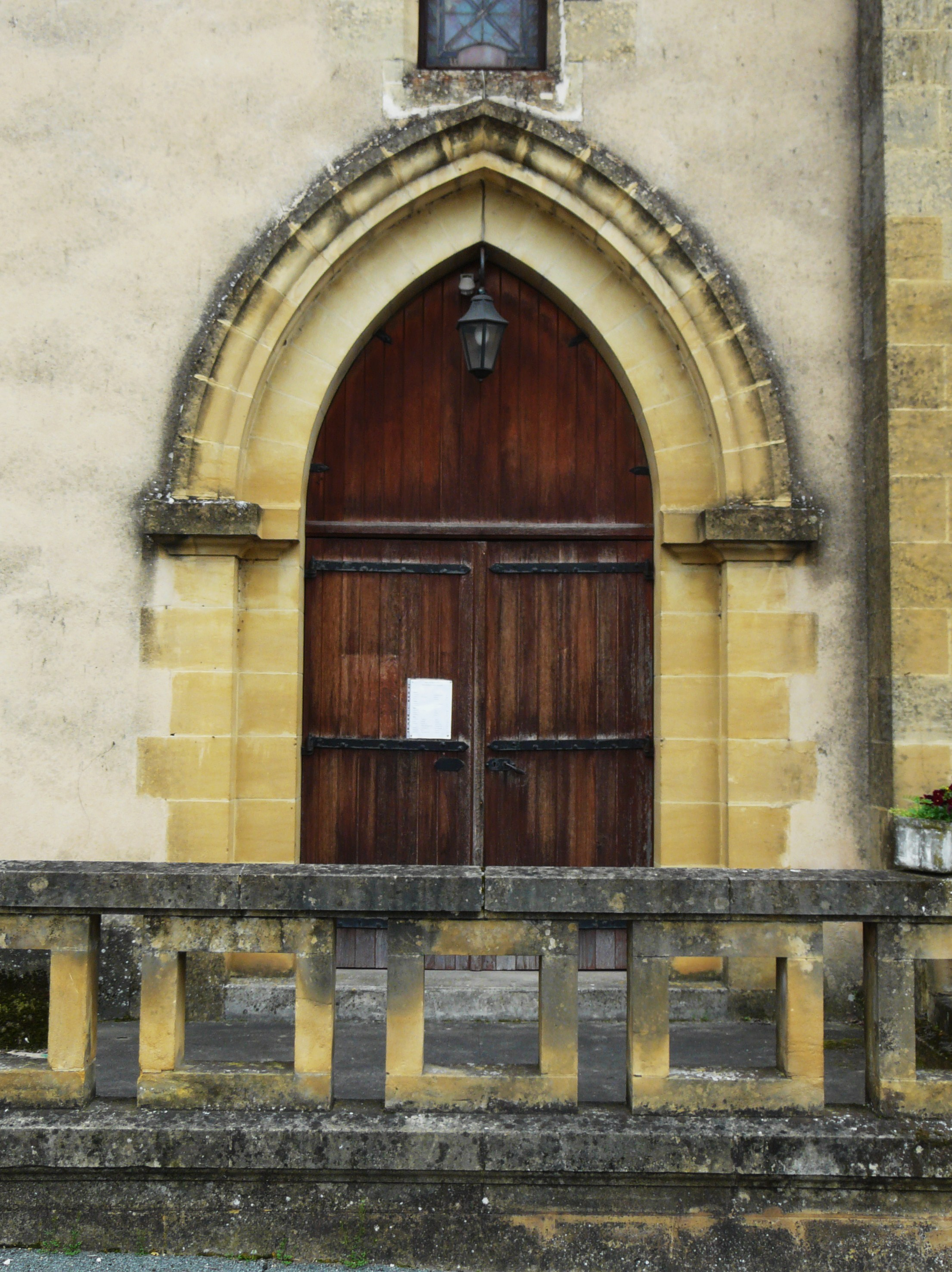
Son portail.

### Personnalités liées à la commune
- Georges Baladié (1917-1998), ancien joueur international français de rugby à XV, mort à Mouleydier.
- Serge Barranx (1867-1959), romancier, a vécu à Mouleydier[94].
- Albert-André Claveille (1865-1921), ingénieur et homme politique, est né et décédé à Mouleydier. Il est l'artisan de l'édification du barrage de Tuilières.
- Jean Zacharie Mesclop (1775-1844), officier des armées de la République puis général de l'Empire en 1813[95], est décédé au château des Merles à Mouleydier[87].
- Pierre Palut (1844-1910,) poète français et occitan né à Mouleydier et décédé à Bergerac[96].

### Héraldique
| Blason de Mouleydier | Blason  | De gueules à deux besants d'or en pal. Ornements extérieursCroix de guerre 1939-1945 |
| Blason de Mouleydier | Détails | Officiel, présent sur le site internet de la commune.                                |

## Pour approfondir